# Scola Corsa
 (mai 2023).
La mise en forme du texte ne suit pas les recommandations de Wikipédia : il faut le « wikifier ».
Les points d'amélioration suivants sont les cas les plus fréquents. Le détail des points à revoir est peut-être précisé sur la page de discussion.
- Les titres sont pré-formatés par le logiciel. Ils ne sont ni en capitales, ni en gras.
- Le texte ne doit pas être écrit en capitales (les noms de famille non plus), ni en gras, ni en italique, ni en « petit »…
- Le gras n'est utilisé que pour surligner le titre de l'article dans l'introduction, une seule fois.
- L'italique est rarement utilisé : mots en langue étrangère, titres d'œuvres, noms de bateaux, etc.
- Les citations ne sont pas en italique mais en corps de texte normal. Elles sont entourées par des guillemets français : « et ».
- Les listes à puces sont à éviter, des paragraphes rédigés étant largement préférés. Les tableaux sont à réserver à la présentation de données structurées (résultats, etc.).
- Les appels de note de bas de page (petits chiffres en exposant, introduits par l'outil «  Source ») sont à placer entre la fin de phrase et le point final[comme ça].
- Les liens internes (vers d'autres articles de Wikipédia) sont à choisir avec parcimonie. Créez des liens vers des articles approfondissant le sujet. Les termes génériques sans rapport avec le sujet sont à éviter, ainsi que les répétitions de liens vers un même terme.
- Les liens externes sont à placer uniquement dans une section « Liens externes », à la fin de l'article. Ces liens sont à choisir avec parcimonie suivant les règles définies. Si un lien sert de source à l'article, son insertion dans le texte est à faire par les notes de bas de page.
- La présentation des références doit suivre les conventions bibliographiques. Il est recommandé d'utiliser les modèles {{Ouvrage}}, {{Chapitre}}, {{Article}}, {{Lien web}} et/ou {{Bibliographie}}. Le mode d'édition visuel peut mettre en forme automatiquement les références.
- Insérer une infobox (cadre d'informations à droite) n'est pas obligatoire pour parachever la mise en page.

Pour une aide détaillée, merci de consulter Aide:Wikification.
Si vous pensez que ces points ont été résolus, vous pouvez retirer ce bandeau et améliorer la mise en forme d'un autre article.
 (mai 2023).
L'article doit être relu — et modifié si nécessaire — par des contributeurs indépendants pour apporter un regard critique aux contributions effectuées en violation des conditions d'utilisation de Wikipédia, tant sur la forme (notamment concernant le style encyclopédique, la proportionnalité) que sur le fond (la neutralité de point de vue, la qualité et l'indépendance des sources).
Scola Corsa est une association loi de 1901 d'écoles immersives, associatives, laïques et gratuites en langue corse. Remise en activité depuis la rentrée 2021, la structure fait aujourd’hui partie du réseau Eskolim, aux côtés des cinq autres associations immersives : Seaska, Diwan, La Bressola, Calandreta et ABCM-Zweisprachigkeit (ABCM).  Après deux ans d’existence, Scola Corsa est dans l’attente d’une réponse de l'État quant à la contractualisation de ses écoles pour pouvoir suivre le même modèle que les autres associations du réseau français. En mai 2023, l’association compte trois écoles à Bastia, à Biguglia et à Sarrola-Carcopino, avec soixante-deux élèves, douze salariés dont cinq maîtresses d’école et couvre toute la maternelle, de la toute petite jusqu'à la grande section.

## Historique
En mars 1971, Ghjuvan Battista Stromboni et Carlu Castellani s'associent pour fonder Scola Corsa, une association qui a pour but de promouvoir le corse dans un contexte de réappropriation de la langue régionale sur l'île. Les premiers pas de la didactique en langue corse se feront par le biais de Scola Corsa[réf. nécessaire]. 
En 1972, Scola Corsa se développe en France et plusieurs associations voient le jour pour les étudiants partis de l'île pour poursuivre leurs études. Le premier ouvrage pédagogique créée par Fernand Ettori appelé Primu vucabulariu di a lingua corsa est distribué gratuitement à chacun des membres des différentes Scola Corsa qui y suivent les cours de langue. 
L'année 1974 est une année importante pour la structure. Scola Corsa montre des résultats plus que positifs au niveau de l'enseignement associatif[réf. nécessaire][évasif]. La réussite de l'association va permettre la création de plusieurs outils pédagogiques tels que des manuels et des méthodes. Grâce au travail effectué au sein d'une école immersive à Bastia, l'une des premières méthodes d'apprentissage du corse pour les débutants voit le jour, Stà à sente o Pè, écrite par Jacques Thiers et Jean Chiorboli. C'est à partir de ce moment que la production associative est reconnue en ce qui concerne la création de supports et documents à utilité pédagogique. C'est également l'année où l’association perd de son influence, à partir du moment où la langue sera prise en compte dans la loi Deixonne.

### Dates  importantes
- En mars 1971 : création de l'association Scola Corsa par Ghjuvan Battista Stromboni et Carlu Castellani ;
- En 1972 : développement de Scola Corsa dans plusieurs villes de France ;
- En 1974 : création de la première méthode d'apprentissage de la langue corse pour les débutants « Stà à sente o Pè » par Jacques Thiers et Jean  Chiorboli ; déclin de l’association ;
- En mai 2021 : premier voyage de Scola Corsa au Pays basque pour la visite d’une ikastola de Seaska ;
- En septembre 2021 : ouverture des deux premières écoles de Scola Corsa à Bastia et à Biguglia[1] ;
- En mars 2022 : premier voyage à Béziers de Scola Corsa pour la visite d’une calendreta ;
- En septembre 2022 : ouverture de la troisième école Scola Corsa à Sarrola-Carcopino ;
- En mars 2023 : Scola Corsa participe aux neuvièmes rencontres de l’immersion organisées par l'Institut supérieur des langues de la République française (ISLRF) à Strasbourg. Les membres de l’association participent également pour la première fois aux assemblées générales d’Eskolim et de l'ISLRF ;
- En mai 2023 : second voyage de Scola Corsa au Pays basque ; les membres de l'association partent pour Herri Urrats.

## Renouveau
L'année 2021 est celle où Scola Corsa peut revoir le jour. Ghjiseppu Turchini, professeur de corse dans un lycée de la ville de Bastia et impliqué dans la promotion de la langue depuis des années, décide de réunir une équipe pour refonder l'association. C'est donc une dizaine de personnes qui part au Pays basque en mai 2021, pour visiter une ikastola et pour échanger avec une équipe de Seaska. Quelques mois plus tard, pour la rentrée de septembre 2021, les deux premières Scola Corsa ouvrent leurs portes, avec 24 élèves et 2 maîtresses : la Scola Corsa de Bastia au sein des locaux de l’école Charpak de Toga avec 14 enfants et la Scola Corsa de Biguglia entre les murs de l'école Simone Peretti, avec 10 élèves.  
Intégrée au sein du réseau Eskolim aux côtés des cinq autres associations, Scola Corsa organise plusieurs échanges avec ses collègues durant les deux années qui suivent sa remise en route. Ces échanges sont très importants car ils permettent à l'équipe de Scola Corsa d'avoir une vision du modèle utilisé par les autres structures existantes depuis plusieurs dizaines d’années. 
En septembre 2022, la troisième école Scola Corsa ouvre ses portes à Sarrola-Carcopino avec une maîtresse et 7 élèves. En mai 2023, l'association compte trois sites, 12 salariés et 62 élèves sur les quatre niveaux de la maternelle.

## Perspectives d’avenir
À ce jour, Scola Corsa reste dans l'attente d’une réponse de la part de l'État concernant la contractualisation de ses premières écoles. Cette contractualisation permettra dans un premier temps la prise en charge des salaires des enseignants par l'État mais également la possibilité de créer des postes à concours et donc de développer le domaine de la formation.
Dès la rentrée 2023 ouvriront les premières classes de cours préparatoire (CP), une à l'école de Bastia et une à l'école de Biguglia pour 6 élèves. Une nouvelle école verra le jour dans la ville de Corte avec une douzaine d’enfants. 

## Effectif
| Écoles            | Année d'ouverture | Niveaux | Effectif |
| ----------------- | ----------------- | ------- | -------- |
| Bastia            | 2021              | TPS-GS  | 33       |
| Biguglia          | 2021              | TPS-GS  | 22       |
| Sarrola Carcopino | 2022              | TPS-MS  | 7        |